# Prosopocoilus cilipes
Prosopocoilus cilipes es una especie de coleóptero de la familia Lucanidae.

## Distribución geográfica
Habita en Assam, Laos y Vietnam.